# Mád
Mád è un comune dell'Ungheria di 2.605 abitanti (dati 2001) . È situato nella contea di Borsod-Abaúj-Zemplén.